# Петриашвили, Алексей
Алексей Петриашвили (груз. ალექსი პეტრიაშვილი; род. 24 августа 1970, Тбилиси) ― грузинский дипломат и политик. Государственный министр по вопросам европейской и евроатлантической интеграции в 2012—2014 годы.

## Биография
Родился 24 августа 1970 года в Тбилиси, Грузинская ССР, в грузинской семье врачей, оба родители ― доктора медицинских наук.
В 1992 году Алексей Петриашвили окончил Тбилисский Государственный Университет имени Иване Джавахишвили по специальности «Экономическая и социальная география». В 2000 году окончил Военный колледж НАТО в Риме, (Италия).
Свою профессиональную карьеру начал с должности старшего специалиста отдела внешних сношений Государственной службы логистики аппарата президента Грузии, где в начале 1994 года работал над установлением связи с офисами глав государств, а также над подготовкой визиты глав государств в Грузию.
Следующий шаг на профессиональном уровне связан с его должностью государственного советника, Службы анализа внешней политики, Государственной канцелярии, аппарата президента Грузии, где в 1995—1998 годах он работал над анализом региональных проблем и вопросов безопасности и политических событий, подготовкой тезисов и аналитической информации для государственных и официальных визитов главы Грузии и глав правительств иностранных государств в Грузию.
В 1998 году Алекс Петриашвили перешёл на работу в Министерство иностранных дел Грузии начальником отдела двусторонних отношений военно-политического департамента, где он устанавливал и содействовал улучшению двусторонних политических и военно-политических отношений на двусторонней основе, а также готовил диалог по вопросам безопасности с межведомственной делегацией США.
Продолжая свою карьеру в МИД, Алекс Петриашвили в конце 1998 года стал заместителем директора военно-политического департамента, его ежедневная работа включала консультации с Международным штабом НАТО и соответствующими агентствами в рамках Государственной комиссии ПРМ во главе с министром иностранных дел. также консолидация иностранной помощи и их выделение на укрепление обороноспособности Грузии.
Следующая дипломатическая миссия продолжалась в качестве старшего советника посольства Грузии в США, Мексике и Канада в 2002—2004 годах. Петриашвили отвечал за сотрудничество с Государственным департаментом и Министерством обороны США, а также с другими правительственными агентствами США: 1) по политическим и военно-политическим вопросам (вывод российских войск из Грузии, интеграция Грузии в НАТО и участие в ней). деятельность в области международной безопасности, вопросы региональной безопасности и т. д.), 2) по экономическому сотрудничеству и фискальным вопросам — согласование параметров бюджета Грузии по финансовой и технической помощи, а также разработка новых программ помощи через USAID, разработка краткосрочных и долгосрочных стратегий энергетического сотрудничества с Министерством энергетики, а также переговоры о включении Грузии в проект «Вызовы тысячелетия». Он отвечал за консультации с МВФ и ВБ по оценке исполнения национального бюджета, участие в процессе разработки новых параметров на предстоящие финансовые годы на многосторонней основе. В сферу его компетенции входила организация и участие в переговорах на высоком уровне по реструктуризации внешнего долга в соответствии с согласованными условиями Парижского клуба и содействие более активному участию IFC в частном секторе Грузии.
Алекс Петриашвили был Чрезвычайным и Полномочным Послом Грузии в Туркменистане и Исламской Республике Афганистан в 2004—2009 годах. Его основной миссией было улучшение экономических и политических связей между Туркменистаном и Грузией, а также с Афганистаном, активное участие в многосторонних и двусторонних консультациях по диверсификации транзитных маршрутов туркменских энергоресурсов, реализации Энергетики Восток-Запад и Транспортного коридора. проекты, а также инициирование двусторонних и трёхсторонних проектов в процессе реконструкции и восстановления экономики Афганистана — активные консультации с правительством Афганистана, офисами ООН и зарубежными миссиями в Кабуле по выделению дополнительных средств на гуманитарные, образовательные и энергетические потребности афганского народа.
28 апреля 2024 года Петриашвили был задержан на акции протеста в Тбилиси против закона об «иноагентах». В МВД заявили, что он был задержан по статьям 166 и 173 административного кодекса (мелкое хулиганство и неповиновение полиции).

## Политическая карьера
После парламентских выборов в Грузии 1 октября 2012 года Алекс Петриашвили был избран депутатом парламента Грузии.
Его политический опыт в основном связан с политической партией «Свободные демократы», так как он был политическим секретарём партии до октября 2012 года. «Свободные демократы» ― политическая партия в Грузии под председательством Ираклия Аласания, основанная 16 июля 2009 года. В настоящее время она является её частью коалиции «Грузинская мечта».
25 октября 2012 года назначен на пост Государственного министра Грузии по вопросам европейской и евроатлантической интеграции, работал в этой должности до 4 ноября 2014 года.